# Saab 29 Tunnan
SAAB 29, poznatiji i kao Flygande tunnan je švedski lovac kojeg je dizajnirao i proizvodio Saab u 1950-ima. Unatoč svom nespretnom izgledu, Saab 29 je bio dosta uspješan u ulozi lovca i bombardera te je u službi ostao sve do 1970-ih.

## Dizajn i razvoj
Projekt razvoja novog lovca, označen kao JxR, pokrenut je u prosincu 1945. Još prije toga projektanti u Saab-u počeli su rad na studijama novog lovca kojima su dali oznake RX-1 i R-101. RX-1 je bio avion nalik britanskom Vampireu, dok je R-101 više nalikovao američkom lovcu Lockheed P-80 Shooting Star. Zbog toga je ova studija dobila i nadimak "Cigara". Navodno švedski stručnjaci nisu ni znali za postojanje Shooting Stara u trenutku kad su počinjali rad na svom R-101. Kad su saznali za njegovo postojanje usporedbom američkog i svog projekta shvatili su da su nekoliko godina ispred američkog. Zbog toga su se još zdušnije prionili poslu.
Tako je u prosincu 1945. Saab švedskom ratnom zrakoplovstvu mogao ponuditi dva potpuno različita koncepta. Tim okupljen oko projekta RX-1 vodio je Lars Brising. Oni su svoj avion oblikovali oko motora Goblin, zbog čega je dobio bačvasti oblik. Motor se napajao zrakom preko usisnika u nosu aviona. Veliko bačvasto tijelo omogućilo je smještaj pilotske kabine iznad usisnika i motora. Kako bi pilotu osigurali što bolju vidljivost pokrov kabine napravljen je od samo dva komada i dobio je kapljičasti oblik. Avion je dobio tanka laminirana strelasta krila (pod kutom od 25 stupnjeva) koje su projektanti postavili na sredini trupa (srednjokrilac). Avion su, naravno, opremili i podvozjem tipa tricikl. Kratke noge glavnog stajnog trapa uvlačile su se u trup. Zbog uštede u masi aviona ispuh turbomlaznog motora nije se protezao do kraja aviona već je završavao neposredno iza kraja motora. Iznad ispuha protezao se tanki trup s vertikalnim i horizontalnim repnim stabilizatorima. "Skraćeni" trup olakšavao je polijetanje aviona unatoč kratkim nogama stajnog trapa.
Zbog vijesti da je de Havilland razvio novi motor Ghost, koji je bio znatno jači od Goblina, ali i zbog preliminarnih proračuna koji su pokazivali da bi RX-1 trebao biti znatno pokretljiviji u zraku od R-101, švedsko se ratno zrakoplovstvo ipak odlučilo za "bačvu" umjesto "cigare". Odluka je i formalno potvrđena nakon što su Saabovi stručnjaci potvrdili da motor Ghost odgovara i na R-101. Cjelokupna projektna studija novog lovca s motorom Ghost i strelastim krilima dovršena je početkom 1946.
I projektanti i švedsko ratno zrakoplovstvo očekivali su od novog lovca jako puno. Između ostalog i da leti brzinama tek nešto većim od 1000 km/h. Odobrenje za početak projektiranja novog švedskog lovca, označenog kao R-1001 dobivena je u veljači 1946. Nakon uspješno obavljenih testiranja u zračnom tunelu, u ljeto iste godine započeto je s programima letnih ispitivanja strelastih krila na avionu Saab 201.
Iako su strelasta krila ispitivana na sporom klipnom avionu, čija je maksimalna brzina bila tek 265 km/h, i to je bilo dovoljno da se ustvrdi kako će se ponašati pri malim brzinama, posebno tijekom slijetanja. Prave odlike krila pri velikim brzinama saznat će se tek kad poleti prvi prototip. Švedsko ratno zrakoplovstvo potkraj 1946. naručuje izradu tri letna prototipa kojem daje oznaku J 29. Prvi je prototip dovršen sredinom 1948.
Nakon opsežnih testiranja na zemlji prvi je put poletio 1. rujna 1948. Zanimljivo je da je avionom upravljao Britanac Rober Bob Moore, koji će kasnije postati prvi direktor tvrtke Saab GB Ltd koju će Saab 1960. osnovati u Velikoj Britaniji. Kad je prvi put vidio J 29 Moore baš i nije bio oduševljen. Bačvasti oblik trupa koji je odrezan prema repu nije mu baš davao nade da će to biti izvrstan lovac no nakon prvih letnih testiranja Moore je promijenio mišljenje.
Prvi je prototip pokretao de Havillandov turbomlazni motor Ghost 45 potiska 19,6 kN. Kako bi smanjili brzinu slijetanja, a na temelju njemačkih spoznaja, švedski su stručnjaci krila opremili s predkrilcima i zakrilcima. Pretkrilca su se automatski spuštala kad bi pilot izvukao zakrilca. Unatoč svom bačvastom obliku J 29 se u zraku pokazao iznenađujuće okretnim avionom koji je iznenadio čak i svoje projektante. Svi su očekivali da zbog strelastih krila i jakog motora J 29 na velikim visinama postigne i velike brzine, ali okretnost je bila ekstra bonus. Radi pojednostavljenja izrade i smanjenja troškova prva dva prototipa dovršena su bez naoružanja. Tek je treći prototip dobio naoružanje od četiri Boforsova topa kalibra 20 mm. Za svaki je top osiguran spremnik s 180 komada streljiva. Četvrti prototip, koji će zapravo biti predserijski avion poletio je 1950.

## Povijest korištenja
Serijska proizvodnja J 29 započela je 1951. što znači da je Flygande Tunnan postao prvi zapadnoeuropski lovački avion sa strelastim krilima koji je ušao u serijsku proizvodnju. Prije njega u serijsku su proizvodnju ušli tek američki North American F-86 Sabre i sovjetski MiG-15. Iako su se za švedski lovac zainteresirale Finska, Izrael i Jugoslavija na kraju je prodan samo Austriji gdje je ostao u operativnoj uporabi sve do 1972. kad je zamijenjen avionom Saab 105.
Prva serijska inačica dobila je oznaku J 29A i turbomlazni motor RM2 Ghost potiska 22,3 kN koji je po licenci proizvodila tvrtka Svenska Flygmotor (danas Volvo Aero). Na ugradnju snažnijeg motora projektanti su se odlučili tek kad su vidjeli da njihov lovac može podnijeti veća naprezanja i više brzine. Kako piloti ipak ne bi pretjerali s brzinom dodali su mu zračne kočnice koje su se aktivirale pri obrušavanju. Kod J 29A zračne su kočnice postavljene na krila. Nakon što se pokazalo da to nije najbolje rješenje (povećavalo se naprezanje krila i smanjivala stabilnost aviona) kočnice su prebačene na trup, odmah iza vrata glavnog stajnog trapa.
Piloti su ubrzo otkrili da je J 29 ugodan za let osim kad su s njim trebali sletjeti. Zbog nikada do kraja razjašnjenih razloga Flygande Tunnan je imao tendenciju nekontroliranog zanošenja neposredno prije nego što bi stajnim trapom dodirnuo poletno-sletnu stazu. Sva ispitivanja izvedena u zračnim tunelima nisu uspjela otkriti uzrok tomu. Zemaljsko je osoblje podjednako kao i piloti voljelo J 29 jer je bio, sa svojih 145 otvora na trupu i krilima, lak za održavanje. I u poljskim uvjetima promjena motora zahtijevala je tek nekoliko sati. Nakon što je jedan ročnik poginuo nakon što je usisan u usisnik projektanti su izmijenili njegov oblik kako bi onemogućili slične nesreće. U operativnu službu J 29A uveden je već u siječnju 1952.

### Rat u Kongu
Iako Švedska nije sudjelovala niti u jednom ratu u dvadesetom stoljeću njezini su Flygande Tunnani ipak borbeno rabljeni u ratu u Kongu. Tamo su dospjeli potkraj 1961. kao dio mirovnih snaga Ujedinjenih naroda. Prvo je u to područje poslano pet J 29B, da bi im se naknadno pridružilo još dva S 29C i četiri J 29B. Četiri aviona vraćena su u Švedsku u proljeće 1963., dok su ostali uništeni u sukobima. Potrebno je istaknuti, da su J 29B uglavnom rabljeni za napade na ciljeve na zemlji, pri čemu su korišteni topovi i nevođene rakete, te da ni jedan nije oboren. Jedan se srušio tijekom slijetanja, kad je njime upravljao visoki časnik tijekom pokaznog leta. Ostali Flygande Tunnani uništeni su na zemlji.

### Austrijski Tunnani
Od 1950. do 1956. napravljeno je ukupno 661 Flygande Tunnana plus četiri prototipa koji su naknadno dovedeni na standard serijskih aviona.
Austriji je prodano 30 rabljenih Flygande Tunnana. Prvo je 1961. kupljeno 15 J 29F koji su prije dostave prošli kroz potpuni remont. Naknadno su Austrijanci 1962. kupili još 15 J 29F koji su prije dopreme prvo u tvrtki AB Svenska Flygvaerkstaederana dobili mogućnost nošenja izvidničkih modula. Taj se modul mogao postaviti na lijevu stranu nosa, umjesto dva topa. Austrijsko je zrakoplovstvo dobilo dvanaest izvidničkih modula. Austrijski J 29F ostali su u operativnoj uporabi sve do 1972. kad su ih zamijenili dvosjedima Saab 105.

## Inačice

### J 29B
Nakon J 29A došao je J 29B koji je dobio dodatne spremnike za gorivo u krilima (mokro krilo) čime mu je zapremina spremnika povećana za 50 posto. Uz to je pod krilima dobio podkrilne nosače za bombe i nevođene rakete zrak-zemlja kako bi se mogao rabiti i u zadaćama bliske potpore snagama na zemlji. Na svako su krilo stavili po dva nosača. Zbog toga se ponekad označavao i kao A 29B, gdje je A bila oznaka za Attack (jurišnik).
J 29B je na podkrilnim nosačima mogao ponijeti do dvanaest nevođenih raketa zrak-zemlja promjera 75 mm. Rakete su se nosile po tri komada na svakom nosaču, ukupno dvanaest. Za protuoklopnu borbu nosio je rakete promjera 145 mm, a za uništavanje utvrđenih ciljeva rakete promjera 150 mm. Posebni sustav vješanja tih raketa omogućavao je da svaki J 28B ponese do četrnaest komada. Pod četiri rakete bi se podvjesile pod unutrašnje nosače (dvije direktno na nosač, a dvije na rakete), dok bi se na vanjske nosače podvjesilo tri rakete (dvije direktno na nosač i jedna na rakete). Za uništavanje brodova J 29B je mogao ponijeti četiri rakete promjera 180 mm mase 125 kg. Na nosače se moglo postaviti i klasične nevođene bombe (uključujući i napalm bombe) te odbacive spremnike za gorivo zapremine 400 ili 500 litara. Odbacivi spremnici za gorivo znatno su produžili mogućnost lovačke ophodnje, posebno nad prostranstvima slabo naseljene sjeverne Švedske.
Prvi let J 29B obavio je 11. ožujka 1953., a od 1953. do 1955. ukupno ih je proizvedeno 332 primjerka. Ovaj je avion 1954. oborio svjetski brzinski rekord na kružnoj stazi duljine 500 kilometara kad je postigao prosječnu brzinu leta od 977,35 km/h. Iako nije postigao slavu jednog MiG-15 ili F-86 Sabrea mnogi stručnjaci smatraju da je J 29B bio najbolji lovac početka pedesetih godina prošlog stoljeća. Tijekom 1953. grupa švedskih pilota dobila je priliku da svojim zrakoplovima posjeti Veliku Britaniju. Tamo su im omogućili da lete na američkim lovcima F-86 Sabre. Piloti su zaključili da oba aviona imaju vrlo slične letne odlike, osim što je Tunnan mogla brže zaokretati od Sabrea. S druge strane Sabre je imao veću brzinu penjanja.

### S 29C
Zbog svog statusa neutralnosti i specifične političke situacije u kojoj se Švedska našla nakon završetka Drugog svjetskog rata, stisnuta između bloka kapitalističkih država koje će ubrzo formirati NATO savez i bloka novonastalih komunističkih država koje će pod patronatom Moskve ući u Varšavski ugovor. Zbog te je situacije švedsko ratno zrakoplovstvo imalo jednu posebnu zadaću - izviđanje sovjetskih vojnih postrojenja na Baltiku. Za tu su namjenu rabili različite avione. Nakon što su sovjetski MiG-ovi 15 oborili švedski C-47 Skytrain (Dakota) iznad Baltika te nakon toga i Catalinu švedsko se ratno zrakoplovstvo moglo osloniti još samo na svoje izvidničke Spitfire PR XIX. Pojava MiG-a 15 bis i kasnije MiG-a 17 onemogućila je sigurnu uporabu tih aviona. Zbog toga je na osnovi J 29B razvijena inačica S 29C. Oznaka S bila je za Spaning (izvidnički).
Ova je inačica dobila promijenjen nos s ravnim donjim dijelom i bočnim stranicama kako bi se stvorio prostor za ugradnju pet kamera različitih veličina i namjena. Zbog ugradnje kamera uklonjena su sva četiri topa. Zbog specifičnosti zadaće svi su S 29C dobili i radare za upozorenja od približavanja letjelica iz zadnje polusfere. Prvobitno je radar ugrađen u vertikalni stabilizator ali je naknadno premješten u stražnji dio trupa.
Prvi let S 29C obavio je 3. lipnja 1953. Od 1954. do 1956. izgrađeno je 76 aviona ove inačice. I dok je većina J 29 završavana u prirodnoj srebrnoj boji aluminija S 29C je dobio maskirnu boju od kombinacije tamnosmeđe i tamnozelene. Avioni su ovim bojama premazivani samo s gornje strane trupa dok su s donje dobili svijetloplavu nijansu.
Dva su S 29C 1955. postavili brzinski rekord na kružnoj stazi dužine 1000 kilometara ostvarivši prosječnu brzinu leta od 900,6 km/h. Zahvaljujući svojim S 29C švedsko je ratno zrakoplovstvo moglo još gotovo cijelo desetljeće nesmetano izviđati baltičko priobalje Sovjetskog Saveza, sve dok se u većem broju nisu pojavili nadzvučni sovjetski lovci MiG-19 naoružani vođenim projektilima zrak-zrak.

### J 29D
Kako je od samog početka letnih ispitivanja bilo jasno da J 29 može podnijeti motor znatno veće snage Saab i Svenska Flygmotor su nastavili razvoj jačeg motora koji bi do krajnjih granica iskoristio sve potencijale Flygande Tunnana. Zbog toga je razvijena inačica motora Ghost sa sustavom za naknadno izgaranje označena kao RM2A. Novi je motor s uključenim naknadnim izgaranjem davao maksimalni potisak od 27,5 kN. Taj je motor radi letnih ispitivanja ugrađen u jedan preinačeni J 29B koji je označen kao J 29D. Na žalost ovaj je avion razrezan 1961. iako je bio vrijedan primjerak švedske zrakoplovne industrije.

### J 29E
Nakon što je tvrtka Svenska Flygmotor osigurala novi, znatno jači motor na red su došli stručnjaci Saaba da za njega naprave odgovarajuću inačicu Flygande Tunnana. Jači je motor mogao J 29 potjerati iznad brzine zvuka. Ispitivanja u zračnom tunelu i iskustva stečena tijekom operativne uporabe pokazala su da bi masivan trup bez većih problema izdržao let nadzvučnom brzinom. Za razliku od trupa krila su pri visokim podzvučnim brzinama pokazivala neke nedostatke (nekontrolirano vrtloženje zraka) koje je smanjivalo stabilnost i upravljivost aviona. Da bi to otklonili Saabovi su stručnjaci na svako krilo, ispred zadnje trećine postavili aerodinamički zub (pasji zub) kako bi se poboljšao opstrujavanje tog dijela krila. Projektanti su uklonili i predkrilca koja su se protezala od zuba do vrha krila jer su letna ispitivanja pokazala da je unatoč tome zadržana niska brzina slijetanja. To je novo krilo prvi put uporabljeno na inačici J 29E čiji je prvi primjerak poletio 3. prosinca 1953. No iako se inačica J 29E pokazala vrlo dobrom tijekom 1955. proizvedeno je samo 29 primjeraka. Razlog zbog čega nije proizvedeno više primjeraka ove inačice leži u činjenici da nisu dobili motore s naknadnim sagorijevanjem te su bili tek prelazno rješenje između J 29B i J 29F. Kako se novo krilo pokazalo znatno učinkovitije od starog njime su naknadno opremili i sve S 29C bez da su zbog toga promijenili oznaku aviona.

### J 29F
J 29F je zadnja inačica Flygande Tunnana na kojoj su Saabovi stručnjaci ujedinili sve najbolje s prijašnjih inačica i dodali puno toga novog. Tako je J 29F dobio motor s naknadnim izgaranjem i novo krilo s aerodinamičkim zubom s J 29E. Prvi je primjerak J 29F poletio 20. ožujka 1954. i odmah pokazao znatno bolje mogućnosti ubrzanja i postizanja maksimalne brzine. Najočiglednije posljedice jačeg motora bile su skraćivanja dužine polijetanja i znatni porast brzine penjanja. Švedsko je ratno zrakoplovstvo bilo oduševljeno novim lovcem ali je donijelo jednu tek naizgled čudnu odluku da se neće proizvoditi. Naime, svi dotadašnji proizvedeni J 29 prikupili su relativno malo sati leta te je švedsko ratno zrakoplovstvo zaključilo da je isplativije provesti sveobuhvatnu modernizaciju svih Flygande Tunnana i tako ih u nekoliko godina dovesti na isti standard. Za modernizaciju su odabrani jedan (i jedini) J 29D, 288 J 28B i 19 J 29E.
Svi J 29F koji su 1963. još uvijek bili u operativnoj uporabi dobili su mogućnost nošenja dva infracrveno samonavođena projektila AIM-9B Sidewinder. Sidewindere je po licenci proizvodio Saab, a švedsko im je ratno zrakoplovstvo dalo oznaku Rb24. Iako je prvi put poletio još 1948. a inačica J 29F je ušla u operativnu uporabu još 1955. 

## Tehničke karakteristike
Osnovne karakteristike
- posada: 1
- dužina: 11,0 m
- raspon krila: 10,23 m
- površina krila: 24,15 m2
- visina: 3,75 m

Letne karakteristike
- najveća brzina: 1.060 km/h
- dolet: 1100 km
- motor: 1 x Volvo Aero RM2B

## Vanjske poveznice
- http://www.aviastar.org/air/sweden/saab-29.php
- http://www.canit.se/~griffon/aviation/text/29kongo.htm  Arhivirana inačica izvorne stranice od 8. svibnja 2008. (Wayback Machine)
- http://www.planes-and-tanks.com/HangarD/saab_j29_tunnan.htm%5Bneaktivna+poveznica%5D
- http://www.airtoaircombat.com/detail.asp?id=218  Arhivirana inačica izvorne stranice od 23. lipnja 2008. (Wayback Machine)